# Chuyển động thẳng
Chuyển động thẳng của một chất điểm được hiểu đơn giản là chuyển động của chất điểm đó theo quỹ đạo là một đoạn thẳng, một đường thẳng. Chuyển động thẳng là một chuyển động theo một đường thẳng có hướng và thẳng mãi trong mọi điểm thời gian. Ví dụ: chuyển động rơi tự do, chuyển động theo quán tính... Các chuyển động thẳng với vận tốc không đổi gọi là chuyển động thẳng đều. Các chuyển động thẳng với vận tốc biến đổi theo thời gian gọi là chuyển động thẳng đều với vận tốc biến đổi.

## Chuyển động thẳng đều
Chuyển động thẳng đều là dạng chuyển động cơ bản nhất trong chuyển động thẳng. Đó là chuyển động của một vật có quỹ đạo là đoạn thẳng, đường thẳng và có vận tốc như nhau trên mọi quãng đường bất kì (không xuất hiện gia tốc). 
Chuyển động thẳng đều gồm ba đại lượng đặc trưng có quan hệ mật thiết với nhau: vận tốc, quãng đường và thời gian chuyển động. Quan hệ giữa các đại lượng được biểu diễn bởi hàm số toán sau:
{\displaystyle a=0}
{\displaystyle v=v}
{\displaystyle s=vt}

## Chuyển động thẳng biến đổi đều
Chuyển động thẳng biến đổi đều là chuyển động của một vật có quỹ đạo là đoạn thẳng, và có vận tốc biến đổi đều (hoặc là tăng đều, hoặc là giảm đều) theo thời gian. Chuyển động thẳng biến đổi đều của vật mà tốc độ tức thời tăng đều theo thời gian được gọi là chuyển động thẳng nhanh dần đều; ngược lại là chuyển động thẳng chậm dần đều. Chuyển động thẳng biến đổi đều của vật được đặc trưng bởi bốn đại lượng sau: gia tốc, vận tốc tức thời, quãng đường đi được và thời gian chuyển động.
Trong chuyển động thẳng biến đổi đều với vận tốc biến đổi theo thời gian biến đổi, gia tốc được dùng để mô tả vận tốc của chuyển động tăng tốc, giảm tốc hay chuyển động với vận tốc không đổi. Gia tốc được định nghĩa là thương số giữa độ biến thiên vận tốc và khoảng thời gian vận tốc biến thiên.

{\displaystyle a={\frac {\Delta v}{\Delta t}}={\frac {v-v_{o}}{t-t_{o}}}}
{\displaystyle v=v_{o}+a\Delta t}
{\displaystyle s=\Delta t(v_{o}+{\frac {\Delta v}{2}})=\Delta t(v_{o}+{\frac {a\Delta t}{2}})=\Delta t(v-{\frac {a\Delta t}{2}})={\frac {v^{2}-v_{o}^{2}}{2a}}}
Chuyển động thẳng nhanh dần đều có gia tốc là một số dương; chuyển động thẳng chậm dần đều có gia tốc là một số âm.

## Chuyển động thẳng biến đổi không đều
Chuyển động thẳng biến đổi không đều là chuyển động của một vật có quỹ đạo là đoạn thẳng và có Vận tốc tức thời

{\displaystyle a(t)={\frac {d}{dt}}v(t)={\frac {ds(t)}{dt}}}
{\displaystyle v(t)}
{\displaystyle s(t)=\int v(t)dt}